# Equatorrog
De equatorrog (Rostroraja equatorialis) is een vissensoort uit de familie van de Rajidae. De wetenschappelijke naam van de soort is voor het eerst geldig gepubliceerd in 1890 door De soort komt voor in de Stille Oceaan voor de kust van Colombia.